# سد الأخماس
سد الأخماس سد تونسي تم تشييده عام 1966، يقع على وادي الأخماس، على بعد حوالي 15 كم جنوب شرقي مدينة سليانة.

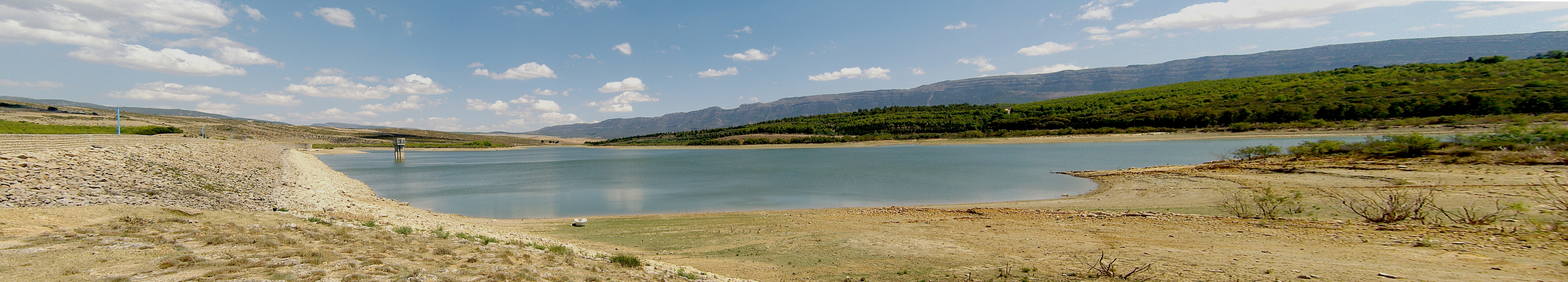
منظر شامل لسد الأخماس